# Bordaközi izmok

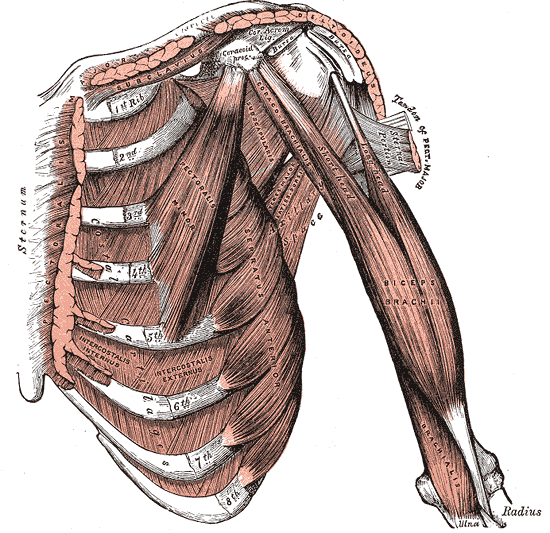
A felső test mély és belső bordaközi izmai (az V. és a VI. borda között lehet látni a belső bordaközi izmot (musculus intercostalis internus).

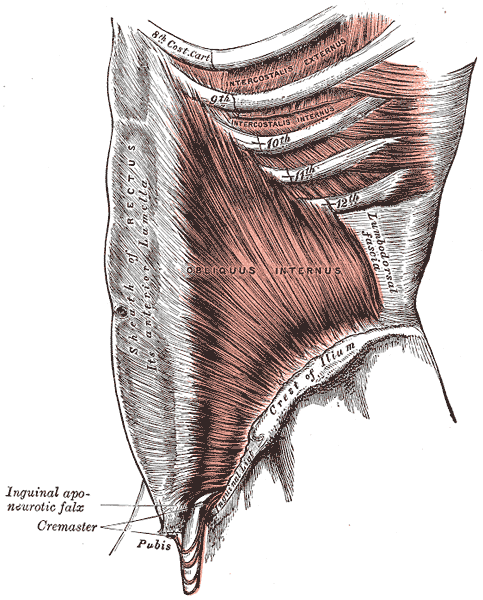
A bordaközi és a hasi izmok (VIII. és a IX. borda között látható a külső bordaközi izom (musculus intercostalis externus).

A bordaközi izmok a bordaközökben elhelyezkedő lapos izmok, amelyek nagyrészt kitöltik a bordaközöket, (spatium intercostale) ezzel hozzájárulnak a csontos mellkasfal lezárásához, ugyanakkor fontos légző funkciókat látnak el.
(Megjegyzendő, hogy nyugalmi állapotban, elsősorban a férfiaknál a rekeszizom és a hasizmok légző funkciói a meghatározóak. A bordaközi izmok légző működése csak ezt meghaladó megterheléseknél lép be, majd nehézlégzésnél előbbiek mellett a kisegítő légzőizmok is bekapcsolódnak. Nőknél - különösen a terhesség alatt - nagyobb szerepe van a mellkasi légzésnek.)
A külső bordaközi izmok (musculus intercostalis externus) az ember mellkasfalában, a bordaközökben, a belső bordaközi izmok rétegén kívül elhelyezkedő lapos izmok.
A belső bordaközi izmok (musculus intercostalis internus) az ember mellkasfalában a bordaközökben a külső bordaközi izmok rétegén belül található lapos izmok.

## Eredés, tapadás, elhelyezkedés
A külső bordaközi izmok a bordaközöket határoló felső bordák alsó szélén futó barázda, a (sulcus costae) alsó, külső szélén erednek, és a bordaközt alulról határoló bordák felső szélén tapadnak. Rostjai felülső bordáktól lefelé és az alsó bordák szegycsonti vége felé húzódnak. Eredésük közvetlenül a gerinc mellett kezdődik, de a szegycsontot már nem érik el. A szegycsont közelében (kb. a bordaporcok szakaszán) kötőszövetes lemezek veszik át a helyüket.
A belső bordaközi izmok a bordaközöket határoló alsó bordák belső, alsó felszínén erednek, és a bordaközöket határoló felülről határoló bordák alsó felszínén tapadnak. Rostjai az alsó bordáktól felfelé és a felső bordák szegycsonti vége felé húzódnak. Eredésük a gerinctől oldalra, a bordaszögletnél (angulus costae) kezdődik, itt lépnek be a bordaközi képletek (bordaközi ideg, bordaközi artéria és véna), felfelé tartva, a bordák alsó barázdáiba. Ez az izomréteg viszont eléri a szegycsontot.
(A bordaközi képletek elhelyezkedése indokolja, hogy a bordaközi beavatkozásokat a bordaközöket határoló alsó bordák felső szélénél (és természetesen a tüdő alsó határa alatt) kell végezni. Mivel a tüdő és a mellhártya határának egymástól való távolsága a hátulsó hónaljvonalban a legnagyobb, a mellhártyaüregbe történő beavatkozásokat (szúrcsapolás folyadék vagy levegő leszívására stb.) többnyire itt végzik.
A két izom rostjainak lefutási iránya egymással ellentétes!
A musculus intercostalis intimus egy rétegizom a belső bordaközi izmok alatt. Ez a legmélyebb réteg. Rögzíti a bordákat. A nervus intercostalis idegzi be, az arteria intercostalis látja el vérrel.

## Funkció
A külső bordaközi izmoknak a belégző izmok, mert összehúzódásukkal emelik a bordákat, ezáltal tágítják a bordaközöket és a mellkast.
A belső bordaközi izmoknak a kilégző izmok, mivel összehúzódásukkal süllyesztik a bordákat, ezáltal szűkítik a bordaközöket és a mellkast.
Ezek a működések a bordák sajátos ferde lefutásából, valamint a bordák és a gerinc közötti ízületek tengelyének állásából következnek.

## Beidegzés és vérellátás
A bordaközi izmok beidegzésüket és vérellátásukat a bordaközi idegekből és erekből kapják, amelyek a bordaközöket határoló felső bordák barázdáiban sulcus costae) viszonylag védetten futnak.

## Lásd még
- légzés
- mellkas